# 大众耳草
大众耳草（学名：Hedyotis communis）为茜草科耳草属下的一个种。

## 扩展阅读
維基物種上的相關：大众耳草